# Teorema fundamental da seleção natural de Fisher
O teorema fundamental da seleção natural de Fisher é uma ideia sobre a variância genética   na genética populacional desenvolvida pelo estatístico e biólogo evolutivo Ronald Fisher. A maneira apropriada de aplicar a matemática abstrata do teorema à biologia real tem sido objeto de algum debate.
Ele afirma:
"A taxa de aumento da aptidão de qualquer organismo em qualquer momento é igual à sua variação genética na aptidão naquele momento." 
Ou em uma terminologia mais moderna:
"A taxa de aumento na aptidão média de qualquer organismo, a qualquer momento, que é atribuível à seleção natural agindo por meio de mudanças nas frequências gênicas, é exatamente igual à sua variação genética na aptidão naquele momento". 

## História
O teorema foi formulado pela primeira vez no livro de Fisher, de 1930, The Genetical Theory of Natural Selection.  Fisher comparou-o à lei da entropia na física, afirmando que "Não é um pouco instrutivo que uma lei tão semelhante deva ocupar a posição suprema entre as ciências biológicas". O modelo de equilíbrio de quase ligação foi introduzido por Motoo Kimura em 1965 como uma aproximação no caso de seleção fraca e epistasia fraca.  
Em grande parte como resultado da rivalidade de Fisher com o geneticista americano Sewall Wright sobre paisagens adaptativas, o teorema foi amplamente mal interpretado como significando que a aptidão média de uma população sempre aumentaria, embora os modelos mostrassem que esse não era o caso.  Em 1972, George R. Price mostrou que o teorema de Fisher estava realmente correto (e que a prova de Fisher também estava correta, devido a um ou dois erros de digitação), mas não achou que fosse de grande importância. A sofisticação apontada por Price, e que dificultou o entendimento, é que o teorema dá uma fórmula para parte da mudança na frequência do gene, e não para toda ela. Esta é uma parte que pode ser considerada devido à seleção natural. 
Devido a fatores de confusão, os testes do teorema fundamental são bastante raros, embora Bolnick em 2007 tenha testado esse efeito em uma população natural. 